# 小川友佳
小川 友佳（おがわ ゆか 1984年6月27日 -  ）は、日本の元フリーアナウンサー。セント・フォースに所属していた。身長163cm。血液型AB型。東京都出身。2008年3月に青山学院大学経済学部を卒業した。特技はピアノ。趣味は料理。

## 来歴・人物
- 青山学院大学在学中から雑誌の読者モデルを経験。
- 2004年にはミス青山（ミス青学）に選ばれる。同年、「Miss of Miss Campus Queen Contest」のファイナリストとなる。
- 2007年4月からテレビ朝日系の情報番組『やじうまプラス』の土曜日のお天気キャスターとして2007年9月29日までレギュラー出演した。2007年9月には平日のお天気キャスターの甲斐まり恵の休暇に伴う代役を務めた。
- オフィシャルブログ（当時）の2008年4月3日付の記事にて「社会人として、新たな世界に一歩踏み出す」と表明。法律事務所で秘書をするなど社会人として働いていたが現在は専業主婦。
- 2008年9月14日より、新たに「小川友佳のスイーツ日記♪」（現「yuka rouge」。下記の外部リンク参照）を開始した。同ブログでは有名店のケーキやデザートを中心に紹介している。
- 2010年4月15日にブログで結婚を発表。マンダリン・オリエンタル東京で挙式をしたことも発表した。
- 3歳上の姉がいる[1]。

## 主な出演作品

### バラエティ番組
- やじうまプラス（2007年4月 - 9月、テレビ朝日）
- オモ☆さん（2007年4月 - 9月、テレビ朝日）セミレギュラー
- ファーストクラス（2007年4月 - 9月、テレビ神奈川）レギュラー
- くりぃむナントカ（2008年2月、テレビ朝日）インドアーズ・大木優紀の代打

### WEB
- OCN・メールマガジン『OCN Theater まるごとナビ』（番組ナビゲーター）